# Aksel Sandemose
Aksel Sandemose (døbt Axel Nielsen, født 19. marts 1899 i Nykøbing Mors, død 6. august 1965 i København) var en dansk-norsk forfatter, som er bedst kendt for romanerne En sømand går i land (1931) og En flygtning krydser sit spor (1933). I den formulerede han "Janteloven", der sammenfatter undertrykkelsen og småligheden i den fiktive danske provinsby Jante. Sandemose emigrerede til Norge i 1929, og skrev på norsk med dansk islæt.
Hans romaner søger i de psykologiske forhold forklaringen på, at mennesker handler som de gør. Der er ofte selvbiografiske træk i hans forfatterskab.

## Liv og virke
Han ændrede i 1921 navn til Aksel Sandemose; et navn med tilknytning til hans norske mors slægt. Hans opvækst i Nykøbing Mors ved Limfjorden i Nordjylland gav stof til en stor del af hans forfatterskab. Også hans tid som sømand i sine unge år præger hans bøger.
Sandemoses mor, som var fra Skedsmo udenfor Oslo, gav ham efter eget udsagn "fædrelandsdrift" mod sit hjemland, og efter Sigurd Hoels forslag bosatte han sig i Norge i 1930 og etablerede sig med det samme som norsk forfatter ved at oversætte noget af sit danske forfatterskab til norsk som En sømand går i land fra 1931. Hans norske sindelag i den første tid kom bl.a. til udtryk i det Vinje-inspirerede enmandstidsskrift Fesjå fra 1935. Norsk statsborgerskab fik han først efter Anden Verdenskrig. Han bosatte sig med sin første familie i Blylaget i Nesodden ved Bunnefjorden syd for Oslo. Da han arbejdede mod den tyske besættelsesmagt, flygtede han i 1941 til Sverige. Tiden i Sverige var vanskelig, men frugtbar for forfatteren. Her skrev han sit andet hovedværk, Det svundne er en drøm, som i Sverige i 1944 udkom som Det gångna är en dröm. Titlen er en strofe af den svenske digter Dan Andersson.
Efter krigen flyttede han sammen med sin nye hustru, Eva Borgen, tilbage til Norge. Sandemose havde længe drømt om at flytte ud af hovedstaden og overvejede først at flytte til Trysil, men parret stødte på det nedlagte småbrug Kjørkelvik i Søndeled i Aust-Agder i Sørlandet og købte det. Her boede Sandemose i ti år til en af parrets tvillingesønner, Espen, døde i 1955, og Eva døde i 1959. Han skildrede hændelserne i Murene rundt Jeriko; en bog som han kaldte en mindebog om dem, som stod ham nær. Han flyttede tilbage til Oslo, hvor han i 1963 giftede sig tredje gang. I foråret 1965 blev han syg og indlagt på Ullevål sygehus. Han blev flyttet til Københavns Militærhospital, hvor han døde 6. august.
Sandemose var i 1963 en af de seks finalister til Nobelprisen i litteratur.
Sandemose blev far til fem børn: Med sin første hustru, Dagmar, fik han tvillingerne Hedda og Eva samt opfinderen Bjarne Sandemose (no) (1926–2013). Med sin anden hustru, Eva, fik han tvillingerne Espen (1945-1955) og forfatteren og filosoffen Jørgen Sandemose (no) (født 1945). Han er farfar til kunstneren Iben Sandemose (no) og oldefar til filminstruktøren Mikkel Sandemose (no).
Aksel Sandemose er begravet på Vestre gravlund (no) i Oslo.